# Adam Saunders
Adam Saunders, (Sídney, Australia, 6 de noviembre de 1986) es un actor, bailarín y cantante australiano.
Ha trabajado en Home and Away, All Saints, Water Rats, The Potato Factory, Blue Water High y Dance Academy.
Estudió jazz, ballet clásico, canto y drama.
- Datos: Q350806